# Женская волейбольная Евролига 2014
6-й розыгрыш женской волейбольной Евролиги — международного турнира по волейболу среди женских национальных сборных стран-членов ЕКВ — проходил с 6 июня по 12 июля 2014 года с участием 8 команд. Победителем турнира впервые стала сборная Турции.

## Команды-участницы
| - Азербайджан - Болгария - Германия - Греция | - Испания - Польша - Словения - Турция |

## Система проведения розыгрыша
Соревнования состояли из предварительного этапа и финала. На предварительной стадии 8 команд-участниц были разбиты на две группы. В группах команды играли с разъездами в два круга спаренными матчами. В финал вышли победители групповых турниров и в серии из двух матчей определили победителя розыгрыша. 
За победы со счётом 3:0 и 3:1 команды получали по 3 очка, за победы 3:2 — по 2, за поражения 2:3 — по 1 очку, за поражения 0:3 и 1:3 очки не начислялись.

## Предварительный этап
В колонках В (выигрыши) в скобках указано число побед со счётом 3:2, в колонке П (поражения) — поражений со счётом 2:3.

### Группа А
| М | Команда     | 1               | 2               | 3               | 4               | И  | В     | П     | С/П   | О  |
| - | ----------- | --------------- | --------------- | --------------- | --------------- | -- | ----- | ----- | ----- | -- |
| 1 | Турция      |                 | 3:0 3:1 1:3 3:0 | 1:3 3:1 3:0 3:0 | 3:0 0:3 3:1 3:0 | 12 | 9     | 3     | 29:12 | 27 |
| 2 | Азербайджан | 0:3 1:3 3:1 0:3 |                 | 0:3 1:3 3:2 3:0 | 2:3 3:0 3:1 2:3 | 12 | 5 (1) | 7 (2) | 21:25 | 16 |
| 3 | Болгария    | 3:1 1:3 0:3 0:3 | 3:0 3:1 2:3 0:3 |                 | 2:3 2:3 3:1 1:3 | 12 | 4     | 8 (3) | 20:27 | 15 |
| 4 | Словения    | 0:3 3:0 1:3 0:3 | 3:2 0:3 1:3 3:2 | 3:2 3:2 1:3 3:1 |                 | 12 | 6 (4) | 6     | 21:27 | 14 |

6—7 июня.  София.
Болгария — Азербайджан 3:0 (25:15, 25:23, 25:17); 3:1 (19:25, 25:19, 25:17, 25:13).
7—8 июня.  Мерсин.
Турция — Словения 3:0 (25:19, 25:13, 25:20); 0:3 (20:25, 11:25, 21:25).
14—15 июня.  София.
Болгария — Турция 3:1 (16:25, 25:12, 25:16, 25:23); 1:3 (25:19, 13:25, 18:25, 16:25).
14—15 июня.  Баку.
Азербайджан — Словения 2:3 (25:14, 25:16, 9:25, 18:25, 8:15); 3:0 (25:18, 25:19, 25:11).
19—20 июня.  Копер.
Словения — Болгария 3:2 (25:21, 25:23, 24:26, 18:25, 15:12); 3:2 (25:21, 20:25, 18:25, 25:21, 15:10).
21—22 июня.  Бурса.
Турция — Азербайджан 3:0 (25:11, 25:14, 25:18); 3:1 (25:27, 26:24, 25:22, 25:14).
27—28 июня.  Баку.
Азербайджан — Турция 3:1 (25:16, 19:25, 25:16, 25:15); 0:3 (25:27, 16:25, 11:25).
28—29 июня.  София.
Болгария — Словения 3:1 (25:21, 19:25, 25:21, 25:18); 1:3 (22:25, 25:16, 20:25, 23:25).
5—6 июля.  Мармарис.
Турция — Болгария 3:0 (25:19, 25:22, 25:17); 3:0 (25:23, 25:23, 25:17).
5—6 июля.  Марибор.
Словения — Азербайджан 1:3 (25:21, 19:25, 17:25, 21:25); 3:2 (19:25, 23625, 25:20, 30:28, 15:7).
11—12 июля.  Баку.
Азербайджан — Болгария 3:2 (20:25, 21:25, 25:18, 25:19, 15:9); 3:0 (25:18, 29:27, 25:15).
11—12 июля.  Ново-Место.
Словения — Турция 1:3 (24:26, 26:24, 23:25, 24:26); 0:3 (21:25, 19:25, 24:26).

### Группа В
| М | Команда  | 1               | 2               | 3               | 4               | И  | В     | П     | С/П   | О  |
| - | -------- | --------------- | --------------- | --------------- | --------------- | -- | ----- | ----- | ----- | -- |
| 1 | Германия |                 | 3:0 1:3 3:0 3:0 | 3:0 3:0 3:2 1:3 | 1:3 3:0 3:0 3:0 | 12 | 9 (1) | 3     | 30:11 | 26 |
| 2 | Польша   | 0:3 3:1 0:3 0:3 |                 | 3:1 3:1 3:0 3:1 | 3:0 3:2 0:3 1:3 | 12 | 7 (1) | 5     | 22:21 | 20 |
| 3 | Испания  | 0:3 0:3 2:3 3:1 | 1:3 1:3 0:3 1:3 |                 | 3:1 3:0 3:1 3:1 | 12 | 5     | 7 (1) | 20:25 | 16 |
| 4 | Греция   | 3:1 0:3 0:3 0:3 | 0:3 2:3 3:0 3:1 | 1:3 0:3 1:3 1:3 |                 | 12 | 3     | 9 (1) | 14:29 | 10 |

6, 8 июня.  Милич, Валбжих.
Польша — Греция 3:0 (25:12, 26:24, 25:14); 3:2 (23:25, 26:28, 25:19, 25:16, 15:4).
7—8 июня.  Штутгарт.
Германия — Испания 3:0 (25:15, 25:10, 25:17); 3:0 (25:19, 25:18, 25:14).
13, 15 июня.  Лариса.
Греция — Германия 3:1 (25:20, 25:18, 24:26, 25:20); 0:3 (25:27, 23:25, 20:25).
13—14 июня.  Вальядолид.
Испания — Польша 1:3 (25:21, 12:25, 24:26, 14:25); 1:3 (25:20, 18:25, 18:25, 16:25).
20—21 июня.  Салоники.
Греция — Польша 3:0 (25:21, 25:18, 25:23); 3:1 (25:19, 16:25, 25:21, 25:22).
20—21 июня.  Мадрид.
Испания — Германия 2:3 (25:18, 25:21, 22:25, 23:25, 7:15); 3:1 (25:17, 25:19, 13:25, 25:23).
27—28 июня.  Алькоркон.
Испания — Греция 3:1 (19:25, 26:24, 25:22, 25:23); 3:0 (25:22, 25:16, 25:22).
28—29 июня.  Плоцк.
Польша — Германия 0:3 (15:25, 20:25, 16:25); 3:1 (19:25, 25:18, 25:19, 25:23).
4—5 июля.  Айос Иоаннис Рентис.
Греция — Испания 1:3 (25:19, 23:25, 22:25, 23:25); 1:3 (25:19, 13:25, 21:25, 16:25).
5—6 июля.  Ольденбург.
Германия — Польша 3:0 (25:20, 25:23, 27:25); 3:0 (31:29, 25:15, 25:16).
11—12 июля.  Кошалин.
Польша — Испания 3:0 (25:14, 25:19, 26:24); 3:1 (25:19, 26:24, 25:18, 25:21).
11, 13 июля.  Дессау, Нордхаузен.
Германия — Греция 3:0 (25:22, 25:12, 25:11); 3:0 (25:21, 25:20, 25:17).

## Финал

### 1-й матч
| 16 июля 2014 | \| Турция \| 3:1 cev.lu \| Германия \| \| Джансу Четин (4) Кюбра Акман (12) Йелиз Баша (17) Мелиха Исмаилоглу (13) Озгенур Юртдагюлен (12) Чагла Акын (1) Гизем Орге (л) Полен Услупехливан (6) Эзги Дилик Гёзде Йылмаз \| Голы \| Марен Апитц Дженнифер Гертис (13) Берит Кауффельдт (3) Яна-Франциска Полл (3) Карина Ауленброк Дженнифер Петке (12) Лиза Томсен (л) Лена Мёллерс (1) Лиза Искьердо (13) Лена Штигрот (10) Аня Брандт (4) \| | Бурса Волейбольный зал «Cengiz Göllü» 1500 зрителей |
| Счёт по партиям — 25:15, 25:23, 16:25, 25:21. Время матча — 1 час 42 минуты. Судьи: Ольга Захарова, Соня Симоновска.                                                          | | |
| Турция | 3:1 cev.lu | Германия |
| Джансу Четин (4) Кюбра Акман (12) Йелиз Баша (17) Мелиха Исмаилоглу (13) Озгенур Юртдагюлен (12) Чагла Акын (1) Гизем Орге (л) Полен Услупехливан (6) Эзги Дилик Гёзде Йылмаз | Голы | Марен Апитц Дженнифер Гертис (13) Берит Кауффельдт (3) Яна-Франциска Полл (3) Карина Ауленброк Дженнифер Петке (12) Лиза Томсен (л) Лена Мёллерс (1) Лиза Искьердо (13) Лена Штигрот (10) Аня Брандт (4) |

### 2-й матч
| 19 июля 2014 | \| Германия \| 1:3 cev.lu \| Турция \| \| Марен Апитц 2) Лиза Искьердо (8) Аня Брандт (14) Лена Штигрот (5) Дженнифер Гертис (10) Дженнифер Петке (13) Лиза Томсен (л) Лена Мёллерс (1) Луиза Липпман (3) Яна-Франциска Полл (2) Карина Ауленброк (5) \| Голы \| Джансу Четин (7) Кюбра Акман (18) Йелиз Баша (13) Мелиха Исмаилоглу (14) Озгенур Юртдагюлен (8) Чагла Акын (2) Гизем Орге (л) Полен Услупехливан (8) Эзги Дилик Джейлан Арысан Гёзде Йылмаз (1) \| | Рюссельсхайм Большой спортивный зал «Rüsselsheim» 1300 зрителей |
| Счёт по партиям — 19:25, 23:25, 25:20, 20:25. Время матча — 1 час 51 минута. Судьи: Карин Загорчова, Саня Миклошич.                                                                                         | | |
| Германия | 1:3 cev.lu | Турция |
| Марен Апитц 2) Лиза Искьердо (8) Аня Брандт (14) Лена Штигрот (5) Дженнифер Гертис (10) Дженнифер Петке (13) Лиза Томсен (л) Лена Мёллерс (1) Луиза Липпман (3) Яна-Франциска Полл (2) Карина Ауленброк (5) | Голы | Джансу Четин (7) Кюбра Акман (18) Йелиз Баша (13) Мелиха Исмаилоглу (14) Озгенур Юртдагюлен (8) Чагла Акын (2) Гизем Орге (л) Полен Услупехливан (8) Эзги Дилик Джейлан Арысан Гёзде Йылмаз (1) |

## Итоги

### Положение команд
| Турция           |
| Германия         |
| 3—4. Польша      |
| 3—4. Азербайджан |
| 5—6. Испания     |
| 5—6. Болгария    |
| 7—8. Словения    |
| 7—8. Греция      |

### Призёры
Турция: Эзги Дилик, Кюбра Акман, Джейлан Арысан, Бихтер Думаноглу, Полен Услупехливан, Йелиз Баша, Хатидже-Гизем Орге, Джансу Четин, Гёзде Йылмаз, Мелиха Исмаилоглу, Чагла Акын, Озгенур Юртдагюлен. Тренер — Массимо Барболини. 
  Германия: Луиза Липпман, Дженнифер Гертис, Яна-Франциска Полл, Берит Кауффельдт, Лена Штигрот, Дженнифер Петтке, Лиза Томсен, Лена Мёллерс, Карина Ауленброк, Марен Апитц, Аня Брандт, Лиза Искьердо. Тренер — Джованни Гуидетти.